# Karamangala, Bangarapet
Karamangala là một làng thuộc tehsil Bangarapet, huyện Kolar, bang Karnataka, Ấn Độ.